# Каартинкаупунки
Каартинкаупунки (фин. Kaartinkaupunki, швед. Gardesstaden) — один из центральных районов города Хельсинки, граничащий с районами Круунунхака, Клууви, Пунавуори, Камппи, Улланлинна и Катаянокка.
На территории района расположены: Рыночная площадь, Сенатская площадь, Хавис Аманда, Парк Эспланады и другое.
| 2006 | 2010 | 2013 |
| ---- | ---- | ---- |
| 863  | 972  | 999  |